# 濱田逸郎
濱田 逸郎（はまだ いつろう、1949年3月22日 - ）は、日本広報学会理事長。江戸川大学メディアコミュニケーション学部教授、江戸川大学サテライトセンター所長。

## 略歴
- 1949年 神奈川県生まれ。
- 1971年 慶應義塾大学経済学部卒業後、(株)電通に入社
- 1982年 早稲田大学システム科学研究所修了
- 2002年 北海道大学大学院国際広報メディア研究科非常勤講師（2004年まで）
- 2005年9月、(株)電通を退職
- 2005年10月より江戸川大学教授
- 2011年 日本広報学会理事長

## 人物
電通で企画畑を歩み、コーポレート・アイデンティティ室部長、コーポレート・コミュニケーション室長等を歴任。経営とコミュニケーションとの関わりをテーマに、CIやブランディングなどの各種コンサルティング及びプロデュースを行う。また、1994年からインターネット業務を手がけ、ネットPRで実績をあげる。大学では広報論、広告論、メディア論、ブランド論を講じる。

## 所属学会・協会・団体
- 日本広報学会 理事長
- WOMマーケティング協議会　理事長
- 日本広告学会 理事
- NPO法人広報駆け込み寺 理事
- 内閣府 政府広報事業評価基準等検討会委員
- (社)日本PR協会 会員
- 失敗学会 会員
- イベント学会 会員
- 日本記者クラブ 賛助会員

## 著書
- 「宣伝費をネット広報にまわせ」 時事通信社 （共著）
- 「日本の広報・PR１００年」（共著）
- 「この仕事ならこの英語 4」 ユーリード出版（共著） 筆名：白幡充仁

## 主なCI・ブランディングのプロデュース実績
- 日本電信電話民営化CI
- 日本航空完全民営化CI
- サントリー
- キッコーマン
- 農業協同組合中央会
- 日本鋼管
- 東武百貨店
- 京葉銀行普通銀行転換CI
- ファミリーマート
- 日本製紙合併CI
- 東京ディズニーリゾート
- オリンパス光学
- サムスン 韓国内でのブランディング

## 主なイベント企画・プロデュース実績
- 国連年-世界コミュニケーション年
- 国際科学技術博覧会でんでんINS館
- サントリーホール設計企画
- ネットワーカーズジャパン（おふらいんまつり）
- IPRA‘99 PR国際シンポジウム
- 国際シンポジウム「広報が創る相互理解」（2005年日本国際博覧会）